# Warner (New Hampshire)
Pour les articles homonymes, voir Warner.
La ville américaine de Warner est située dans le comté de Merrimack, dans l’État du New Hampshire. Lors du recensement de 2010, elle comptait 2 833 habitants.